# Regeringen Fälldin III
Regeringen Fälldin III var en svensk koalitionsregering mellan Centerpartiet och Folkpartiet. Regeringen tillträdde den 22 maj 1981 och avgick den 8 oktober 1982 efter riksdagsvalet 1982.
Thorbjörn Fälldins tredje regering kan karakteriseras som en minoritetskoalition. Den bestod av 18 statsråd, varav 10 representerade Centerpartiet och sju Folkpartiet. Till justitieminister utsågs den opolitiske Carl Axel Petri som även ingått i den tidigare regeringen. Enligt regeringsförklaringen hade regeringen en vilja att gå vidare på samförståndets väg. "Regeringens strävan är att finna lösningar, som kan samla bred politisk uppslutning. Regering och riksdag måste ta sitt gemensamma ansvar för landet genom ett nära och förtroendefullt samarbete".

## Statsråd
* Statsminister eller departementschef
| Titel                                                 | Namn                 | Namn                   | Tillträdde           | Avgick               | Parti                |                      |                      |                      |                      |
| Statsrådsberedningen                                  | Statsrådsberedningen | Statsrådsberedningen   | Statsrådsberedningen | Statsrådsberedningen | Statsrådsberedningen | Statsrådsberedningen | Statsrådsberedningen | Statsrådsberedningen | Statsrådsberedningen |
| ----------------------------------------------------- | -------------------- | ---------------------- | -------------------- | -------------------- | -------------------- | -------------------- | -------------------- | -------------------- | -------------------- |
| Statsminister                                         |                      | Thorbjörn Fälldin*     | 22 maj 1981          | 8 oktober 1982       | Centerpartiet        |                      |                      |                      |                      |
| Justitiedepartementet                                 |                      |                        |                      |                      |                      |                      |                      |                      |                      |
| Justitieminister                                      |                      | Carl Axel Petri*       | 22 maj 1981          | 8 oktober 1982       | Partilös             |                      |                      |                      |                      |
| Utrikesdepartementet                                  |                      |                        |                      |                      |                      |                      |                      |                      |                      |
| Utrikes- och biståndsminister samt vice statsminister |                      | Ola Ullsten*           | 22 maj 1981          | 8 oktober 1982       | Folkpartiet          |                      |                      |                      |                      |
| Försvarsdepartementet                                 |                      |                        |                      |                      |                      |                      |                      |                      |                      |
| Försvarsminister                                      |                      | Torsten Gustafsson*    | 22 maj 1981          | 8 oktober 1982       | Centerpartiet        |                      |                      |                      |                      |
| Socialdepartementet                                   |                      |                        |                      |                      |                      |                      |                      |                      |                      |
| Socialminister                                        |                      | Karin Söder*           | 22 maj 1981          | 8 oktober 1982       | Centerpartiet        |                      |                      |                      |                      |
| Sjukvårdsminister                                     |                      | Karin Ahrland          | 22 maj 1981          | 8 oktober 1982       | Folkpartiet          |                      |                      |                      |                      |
| Kommunikationsdepartementet                           |                      |                        |                      |                      |                      |                      |                      |                      |                      |
| Kommunikationsminister                                |                      | Claes Elmstedt*        | 22 maj 1981          | 8 oktober 1982       | Centerpartiet        |                      |                      |                      |                      |
| Budgetdepartementet                                   |                      |                        |                      |                      |                      |                      |                      |                      |                      |
| Budgetminister                                        |                      | Rolf Wirtén*           | 22 maj 1981          | 8 oktober 1982       | Folkpartiet          |                      |                      |                      |                      |
| Personal- och löneminister                            |                      | Olof Johansson         | 22 maj 1981          | 8 oktober 1982       | Centerpartiet        |                      |                      |                      |                      |
| Ekonomidepartementet                                  |                      |                        |                      |                      |                      |                      |                      |                      |                      |
| Ekonomiminister                                       |                      | Rolf Wirtén*           | 22 maj 1981          | 8 oktober 1982       | Folkpartiet          |                      |                      |                      |                      |
| Utbildningsdepartementet                              |                      |                        |                      |                      |                      |                      |                      |                      |                      |
| Utbildningsminister                                   |                      | Jan-Erik Wikström*     | 22 maj 1981          | 8 oktober 1982       | Folkpartiet          |                      |                      |                      |                      |
| Skol- och ungdomsminister                             |                      | Ulla Tillander         | 22 maj 1981          | 8 oktober 1982       | Centerpartiet        |                      |                      |                      |                      |
| Jordbruksdepartementet                                |                      |                        |                      |                      |                      |                      |                      |                      |                      |
| Jordbruksminister                                     |                      | Anders Dahlgren*       | 22 maj 1981          | 4 oktober 1982       | Centerpartiet        |                      |                      |                      |                      |
| Jordbruksminister                                     |                      | Claes Elmstedt (t.f.)* | 4 oktober 1982       | 8 oktober 1982       | Centerpartiet        |                      |                      |                      |                      |
| Handelsdepartementet                                  |                      |                        |                      |                      |                      |                      |                      |                      |                      |
| Handelsminister och minister för nordiskt samarbete   |                      | Björn Molin*           | 22 maj 1981          | 8 oktober 1982       | Folkpartiet          |                      |                      |                      |                      |
| Arbetsmarknadsdepartementet                           |                      |                        |                      |                      |                      |                      |                      |                      |                      |
| Arbetsmarknads- och energiminister                    |                      | Ingemar Eliasson*      | 22 maj 1981          | 8 oktober 1982       | Folkpartiet          |                      |                      |                      |                      |
| Invandrar- och jämställdhetsminister                  |                      | Karin Andersson        | 22 maj 1981          | 8 oktober 1982       | Centerpartiet        |                      |                      |                      |                      |
| Bostadsdepartementet                                  |                      |                        |                      |                      |                      |                      |                      |                      |                      |
| Bostadsminister                                       |                      | Birgit Friggebo*       | 22 maj 1981          | 8 oktober 1982       | Folkpartiet          |                      |                      |                      |                      |
| Industridepartementet                                 |                      |                        |                      |                      |                      |                      |                      |                      |                      |
| Industriminister                                      |                      | Nils G. Åsling*        | 22 maj 1981          | 8 oktober 1982       | Centerpartiet        |                      |                      |                      |                      |
| Kommundepartementet                                   |                      |                        |                      |                      |                      |                      |                      |                      |                      |
| Kommun- och kyrkominister                             |                      | Karl Boo*              | 22 maj 1981          | 8 oktober 1982       | Centerpartiet        |                      |                      |                      |                      |

## Regeringen bildas
Regeringen Fälldin II sprack när Moderaterna den 5 maj lämnade regeringen på frågan om marginalskatterna. Fredagen den 8 maj 1981 lämnade statsminister Thorbjörn Fälldin (c) in sin ansökan om entledigande, då moderaterna och socialdemokraterna hotade med en misstroendeförklaring mot regeringen. Talmannen entledigade omedelbart statsministern och övriga statsråd. Vidare anmodade talmannen Fälldin att ta kontakt med ledarna för Moderata samlingspartiet och Folkpartiet för överläggningar om regeringsbildningen. Samma dag ägde också samtal rum mellan talmannen och ledarna för de övriga riksdagspartierna. Under den följande veckan hade talmannen vid upprepade tillfällen samtal med partiledarna.
Fredagen den 15 maj skrev Fälldin ett brev till Gösta Bohman (m). Av brevet framgår att en regering bestående av Centerpartiet och Folkpartiet skulle komma att bedriva sitt arbete på grundval av trepartiregeringens regeringsförklaringar och att uppgörelsen med Socialdemokraterna i skattefrågan skulle fullföljas. Vidare innehöll brevet vissa förtydliganden på bl.a. den ekonomiska politikens och försvarspolitikens områden. Fälldin lovade bland annat att den inriktning av den ekonomiska politiken som Bohman i egenskap av ekonomiminister själv slagit fast i den reviderade finansplanen skulle ligga fast och att försvaret skulle tilldelas "ungefär oförändrade reala resurser".
Måndagen den 18 maj 1981 föreslog talmannen i ett anförande riksdagen "att till statsminister utse Thorbjörn Fälldin, som avser att bilda en regering i vilken kommer att ingå företrädare för Centerpartiet och Folkpartiet".
Talmannens förslag prövades tisdagen den 19 maj. Innan omröstningen avgavs röstförklaringar av Olof Palme (s), Lars Werner (vpk) och Gösta Bohman. Olof Palme anförde att Socialdemokraterna ville ha nyval och att man ansåg mittenregeringen alltför svag för att svara mot lägets krav. Socialdemokraterna skulle därför rösta nej. Även Lars Werner framhöll kravet på nyval som en väsentlig orsak till att Vänsterpartiet kommunisterna skulle rösta nej. Gösta Bohman uttalade att även hans parti egentligen ville ha nyval om det visade sig omöjligt att få en ny trepartiregering. Nyval inom rimlig tid hindrades dock av regleringen i vallagen. Med hänsyn till det ovan nämnda brevet hade den moderata riksdagsgruppen beslutat att inte rösta emot talmannens förslag. Vidare framhöll Gösta Bohman att Moderata samlingspartiet nu var ett oppositionsparti och ämnade pröva regeringens förslag enligt de regler som gäller i riksdagen för förhållandet mellan regering och opposition.
Omröstningen utföll så att 102 ledamöter (c och fp) röstade ja, 174 ledamöter (s och vpk) röstade nej, medan 62 ledamöter (m) avstod från att rösta. Elva ledamöter (m) var frånvarande i protest mot den moderata riksdagsgruppens beslut att lägga ned rösterna - dessa ville fortfarande fälla talmannens förslag till ny regering. Riksdagen hade alltså utsett Thorbjörn Fälldin till ny statsminister, eftersom det krävs en majoritet eller 175 röster för att rösta emot en regering. Talmannen utfärdade samma dag på riksdagens vägnar förordnande för statsministern.

## Regeringens politik
Från årsskiftet 1980/81 och fram till augusti steg dollarn med cirka 25 %, från 4,38 kronor till 5,42 kronor. Detta innebar att oljeimporten blev dyrare men också att svenska företag kunde sälja mer till USA. 
Måndagen den 14 september 1981 lade regeringen fram ett ekonomiskt handlingsprogram. Den allra viktigaste punkten var att kronan devalverades med 10 %. Samtidigt sänktes momsen för att motverka de prishöjningar som devalveringen väntades orsaka. Regeringen föreslog också prisstopp fram till årsskiftet samt att basbeloppet frystes vilket skulle gå ut över pensionärerna eftersom pensionen räknades ut med hjälp av basbeloppet.
Fälldin förklarade också att regeringens förslag var en helhet och att riksdagen endast kunde anta eller avslå hela paketet. Både socialdemokraterna och moderaterna protesterade mot momssänkningen och det såg ut som att regeringen inte skulle få igenom programmet. "Ni sviker pensionärerna och de arbetslösa men framför allt de arbetslösa ungdomarna" ansåg Olof Palme. Men den 14 oktober sänkte riksbanken diskontot med 1 % till 11 % vilket skapade en möjlighet för regeringen att kompromissa. Med Moderaterna gjorde man då upp om att momsen skulle sänkas från 23,46 % till 21,51 %, inte 20 % som var regeringens förslag. Momssänkningen började gälla från den 16 november.
I kollektivavtalen mellan LO och SAF fanns en klausul som sade att om konsumentpriserna (förutom priset på energi) steg med mer än 9,4 % från december 1980 till december 1981, så skulle löntagarna kompenseras. Priserna steg också snabbt under första halvåret men bland annat genom momssänkningen behövde så inte bli fallet.
Vid månadsskiftet oktober/november presenterades också det förslag till en marginalskattereform som regeringen gjort upp om med socialdemokraterna. Skattegruppen leddes av statssekreterare Bengt Westerberg (fp) och övriga ledamöter var statssekreterare Göran Johansson (c), skattesakkunnige Percy Bargholtz (fp) samt Erik Åsbrink och Harald Fälth från socialdemokraterna. Gruppens förslag till reform var att marginalskatten skulle sänkas under en treårsperiod så att en normalinkomsttagare inte skulle ha en marginalskatt som översteg 50 %. I april 1982 lade regeringen sin proposition som även innehöll att schablonavdraget för inkomst av tjänst höjdes från 100 kronor till 1 000 kronor och att arbetsgivarna fick betala en löneavgift på 2 % av lönesumman.
När budgetminister Rolf Wirtén i januari 1982 lade fram sin statsbudget för 1982/1983 visade den ännu en gång ett rekordstort underskott: 82,6 miljarder kronor. Inkomsterna var 169 miljarder medan utgifterna var 252 miljarder och enbart räntan på statsskulden uppgick till 39,4 miljarder kronor.
Arbetslösheten i januari 1982 uppgick till 153 000 personer eller 3,6 % av arbetskraften. Regeringen försökte åtgärda arbetslösheten bland ungdomar genom att skapa ungdomsplatser och göra det enklare med korttidsanställningar och provanställning.
Den 15 januari 1982, i samband med interpellationsdebatter som rörde arbetslösheten i olika delar av landet, angrep C.-H. Hermansson (vpk) regeringens politik och yrkade misstroendeförklaring mot statsministern. Talmannen räknade upp de ledamöter som biträdde yrkandet och konstaterade att det föreskrivna antalet, 35 ledamöter, inte hade uppnåtts, varför yrkandet inte kunde föranleda någon åtgärd.
På våren 1982 föreslog därför regeringen införandet av två karensdagar och minskad sjukpenning. Ingen ersättning skulle utgå under insjuknandedagen och de följande två dagarna. Ersättningen under de första 90 dagarna skulle sänkas från 90 % till 87 % av den sjukpenninggrundande inkomsten. Regeringen fick igenom förslaget i riksdagen men det genomfördes aldrig eftersom socialdemokraterna stoppade verkställandet efter segern i riksdagsvalet på hösten 1982.
Opinionsmätningarna gav i allmänhet regeringspartierna ett svagt stöd - centerpartiet cirka 10 % och Folkpartiet cirka 6 %. Socialdemokraterna hade närmare 50 %. Efter att Ulf Adelsohn tillträtt som partiledare fick Moderaterna sin högsta siffra dittills i SIFO:s opinionsmätningar, 27 %.